# Giro del Veneto 1941
Il Giro del Veneto 1941, diciassettesima edizione della corsa, si svolse il 20 aprile 1941 su un percorso di 255 km con partenza e arrivo a Padova. Organizzato dalla S.C. Padovani, fu vinto dall'italiano Fausto Coppi, che completò il percorso in 7h34'00" precedendo per distacco i connazionali Cino Cinelli e Enrico Mollo. Conclusero la prova 23 dei 42 ciclisti al via.

## Percorso
Dopo il via da Padova, il percorso attraversò nell'ordine Noale, Treviso, Castelfranco Veneto, Cittadella, Bassano del Grappa (km 97,8), Fontanelle, Conco, Turcio (1095 m s.l.m., punto più alto di giornata), Asiago, Cavrari, Thiene, Vicenza, Agugliaro, Vo', Castelnuovo, Teolo e Bresseo, e si concluse sulla pista del Campo Sportivo Monti a Padova.

## Ordine d'arrivo (Top 10)
| Pos. | Corridore            | Squadra   | Tempo    |
| ---- | -------------------- | --------- | -------- |
| 1    | Fausto Coppi         | Legnano   | 7h34'00" |
| 2    | Cino Cinelli         | Bianchi   | a 1'15"  |
| 3    | Enrico Mollo         | Olympia   | s.t.     |
| 4    | Primo Volpi          | Legnano   | s.t.     |
| 5    | Giovanni De Stefanis | Bianchi   | s.t.     |
| 6    | Mario Ricci          | Legnano   | a 3'00"  |
| 7    | Adolfo Leoni         | Bianchi   | s.t.     |
| 8    | Mario De Benedetti   | Legnano   | s.t.     |
| 9    | Salvatore Crippa     | Viscontea | s.t.     |
| 10   | Severino Canavesi    | Gloria    | a 4'25"  |